# Investing.com
Investing.comは、国際金融市場関連のニュース、分析、技術データや金融ツールを提供するポータルサイトである。株式、債券、一次産品、通貨、金利、商品先物オプションなど広く扱い、22言語に対応する。イギリス領ヴァージン諸島に本拠を置くFusion Media Ltd.が運営し、マドリード、ニコシア、上海に拠点を構える。ハフィントンポスト、ビジネスインサイダー、 TechCrunch、VentureBeatなど報道各社に情報提供している。

## 商品
サイト開設当初は外国為替分析、業者一覧、討論ポータルを提供していた。年々提供内容が拡大を続けている:

### 相場と図表
世界中の各通貨、主要な国際指標、株、一次産品、上場投資信託、先物取引、オプションや債券などを24時間配信している。

### 金融カレンダー
- 経済: 相場に影響する重要なイベントや発表。
- 収益；2013年から導入された、世界中の企業の公表四半期収益やその予想。

### テクニカル分析ツール
概要、要点、相対力指数やADXなどの個別の指標など。

### その他
通貨変換、熱地図、様々な計算(フィボナッチ計算、通貨、利益、マージン、外国為替ボラティリティ)機能があり、これらは別会社が開発した機能である。